# Maksym Chlan'
Maksym Serhijovyč Chlan' (in ucraino Максим Сергійович Хлань?; Žytomyr, 27 gennaio 2003) è un calciatore ucraino, centrocampista del Lechia Danzica.

## Carriera

### Club
Chlan' è cresciuto nel settore giovanile del Karpaty che lo ha acquistato nel 2015 dalla Dinamo Kiev. Ha debuttato in prima squadra il 27 giugno 2020 nell'incontro di Prem"jer-liha pareggiato 1-1 contro il L'viv.
Nel 2021 è passato allo Zorja, dove ha trascorso due stagioni nelle giovanili, venendo promosso solamente nella stagione 2022-2023. Rimasto svincolato, il 4 settembre 2023 ha firmato con il Lechia Danzica.

### Nazionale
Ha giocato nelle nazionali giovanili ucraine Under-16, Under-17, Under-21 ed Under-23.
Nel 2024 è stato convocato dalla nazionale olimpica ucraina per partecipare ai Giochi della XXXIII Olimpiade.

## Statistiche

### Presenze e reti nei club
Statistiche aggiornate al 24 luglio 2024.
| Stagione        | Squadra         | Campionato      | Campionato | Campionato | Coppe nazionali | Coppe nazionali | Coppe nazionali | Coppe continentali | Coppe continentali | Coppe continentali | Altre coppe | Altre coppe | Altre coppe | Totale | Totale | Totale |
| Stagione        | Squadra         | Comp            | Pres       | Reti       | Comp            | Pres            | Reti            | Comp               | Pres               | Reti               | Comp        | Pres        | Reti        | Pres   | Reti   |        |
| --------------- | --------------- | --------------- | ---------- | ---------- | --------------- | --------------- | --------------- | ------------------ | ------------------ | ------------------ | ----------- | ----------- | ----------- | ------ | ------ | ------ |
| 2019-2020       | Karpaty         | PL              | 1          | 0          | CU              | 0               | 0               |                    | -                  | -                  |             | -           | -           | 1      | 0      |        |
| 2020-2021       | Zorja           | PL              | 0          | 0          | CU              | 0               | 0               |                    | -                  | -                  |             | -           | -           | 0      | 0      |        |
| 2021-2022       | Zorja           | PL              | 0          | 0          | CU              | 0               | 0               |                    | -                  | -                  |             | -           | -           | 0      | 0      |        |
| 2022-2023       | Zorja           | PL              | 8          | 0          |                 | -               | -               |                    | -                  | -                  |             | -           | -           | 8      | 0      |        |
| 2023-2024       | Lechia Danzica  | 1L              | 24         | 10         | CP              | 1               | 0               |                    | -                  | -                  |             | -           | -           | 25     | 10     |        |
| Totale carriera | Totale carriera | Totale carriera | 33         | 10         |                 | 1               | 0               |                    | -                  | -                  |             | -           | -           | 34     | 1      |        |